# Gujan-Mestras

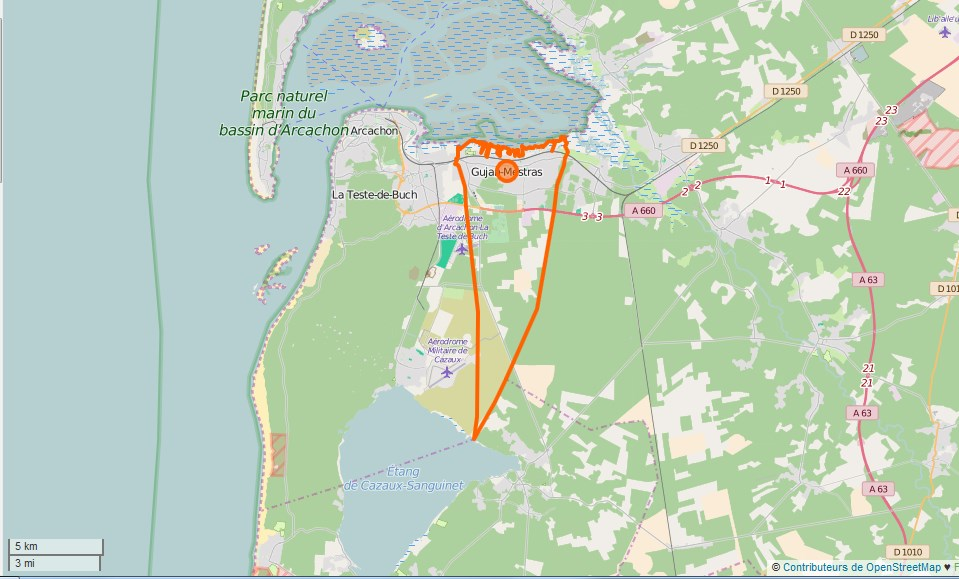
Gemeindegrenzen von Gujan-Mestras

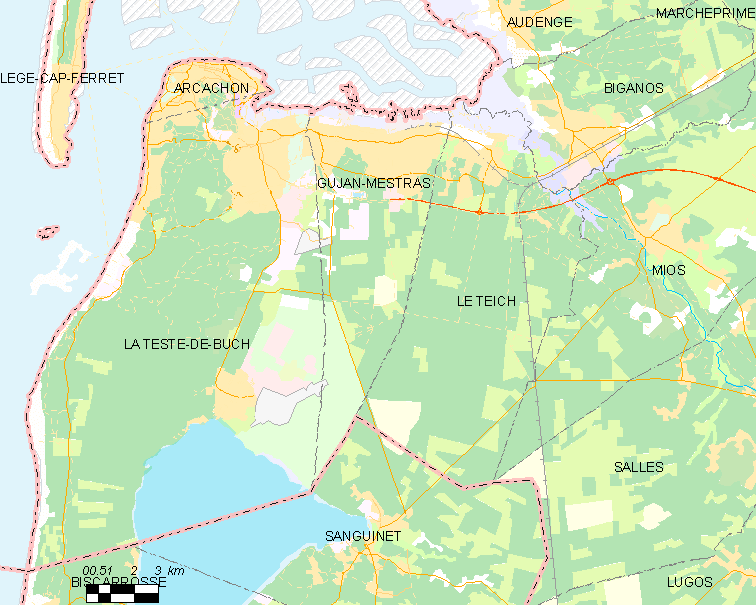
Umgebungskarte von Gujan-Mestras

Gujan-Mestras (okzitanisch Gujan e Mestràs) ist eine Stadt in der französischen Region Aquitanien im Département Gironde mit 22.643 Einwohnern (Stand 1. Januar 2022). Die Stadt liegt seit 1. Januar 2007 im Arrondissement Arcachon. Das Bureau centralisateur des im 2015 neu geschaffenen, gleichnamigen Kantons befindet sich in der Gemeinde. Die Bewohner werden Gujanais und Gujanaises genannt.
Gujan-Mestras liegt am südlichen Ufer des Bassin d’Arcachon. Die Gemeinde ist Uferzone des Meeresnaturparks Bassin d’Arcachon.

## Bevölkerungsentwicklung
| Jahr      | 1962  | 1968  | 1975  | 1982  | 1990   | 1999   | 2009   | 2015   | 2017   |
| Einwohner | 5.694 | 6.687 | 7.613 | 8.600 | 11.433 | 14.963 | 18.794 | 20.817 | 21.152 |

## Geografie
Gujan-Mestras liegt im südlichen Teil der Bucht von Arcachon. Es ist ein wichtiges regionales Zentrum für die Austernzucht und beherbergt sieben Häfen:
- Den Hafen von La Hume, der sich sowohl auf die Austernzucht und  das Segeln konzentriert,
- Den Hafen von Meyran,
- Den Hafen von Gujan,
- Den Hafen von Larros, der einen Promenadenpier bietet und ein aktives Zentrum für den Schiffbau ist,
- Den Hafen des Kanals,
- Den Hafen von La Barbotière, ein wichtiges Austernzuchtzentrum in der Nähe des technischen Gymnasiums für maritime Wissenschaft und Technologie,
- Den Hafen von La Mole, der aufgrund seiner schwierigen Topographie weder ausgebaggert noch genutzt wird. Nur ein Mühlstein der ehemaligen Windmühle im Hafen hat den Test der Zeit bestanden. Er gab dem Hafen von La Mole seinen Namen, „Mole“ bedeutet Mühlstein auf Gascon.

## Sehenswürdigkeiten
- Kirche Saint-Maurice aus dem 14. Jahrhundert

Siehe: Liste der Monuments historiques in Gujan-Mestras

## Verkehr
Gujan-Mestras hat einen Bahnhof an der Bahnstrecke Lamothe–Arcachon. Außerdem endet hier die Autoroute A660.

## Städtepartnerschaften
Partnergemeinde von Gujan-Mestras ist seit 2010 Santa María de Cayón in der spanischen Region Kantabrien.

## Personen, die mit Gujan-Mestras verbunden sind
- Fréro Delavega, musikalisches Duo bestehend aus Jérémy Frérot (geboren am 17. März 1990) und Florian Delavega (geboren am 12. Juni 1987), ursprünglich aus Gujan-Mestras
- Pierre-Ambroise Bosse, französischer Athlet, der sich auf den 800-Meter-Lauf spezialisiert hat, lizenziert an der UA Gujan-Mestras